# Elzen-eikenbos
Het elzen-eikenbos is een karteringseenheid in de Biologische Waarderingskaart (BWK) van Vlaanderen en het Brussels Hoofdstedelijk Gewest met als code 'vf'.
In de vegetatiekunde wordt dit biotoop vertegenwoordigd door twee associaties, het essen-iepenbos en het vogelkers-essenbos.
Het elzen-eikenbos staat gewaardeerd als 'Biologisch zeer waardevol'.

## Naamgeving, etymologie en codering
- BWK-code: vf
- Syntaxoncode (Nederland): 43Aa2 Essen-iepenbos (Fraxino-Ulmetum) en 43Aa5 Vogelkers-essenbos (Pruno-Fraxinetum)

## Kenmerken
Elzen-eikenbossen bevinden zich meestal op de overgang tussen het beekbegeleidende alluviaal elzen-essenbos en het eiken-haagbeukenbos, dat net buiten het beekdal wordt aangetroffen. We vinden het ook rond bronzones en in vochtige depressies in het eiken-haagbeukenbos.

### Soortensamenstelling
Ook qua soortensamenstelling is het elzen-eikenbos een overgangsvegetatie, waarin we zowel soorten van het alluviaal elzen-essenbos als van het drogere eiken-haagbeukenbos in terugvinden. De boomlaag wordt gedomineerd door zomereik, gewone es, esdoorn en zwarte els. De kruidlaag bevat indicatorsoorten van beide andere bostypes.
Voor een compleet overzicht van de indicatieve soorten, zie de associaties essen-iepenbos en vogelkers-essenbos.

## Verspreiding en voorkomen
Elzen-eikenbossen worden voornamelijk gevonden in de Voorkempen, in de Leemstreek tussen Brussel en Aarschot en in Zuid-Limburg. Het wordt aangetroffen samen met alluviaal elzen-essenbos (va), eiken-haagbeukenbos (qa) en eiken-haagbeukenbos met wilde hyacint (qe).